# Dallas Wings
Dallas Wings – kobiecy klub koszykarski z siedzibą w Arlington, w stanie Teksas, grający w lidze WNBA. Zespół powstał w 1998 jako Detroit Shock. W 2009 przeniósł się do Tulsy i zmienił nazwę na Tulsa Shock.
Przed sezonem 2016 klub przeniósł się do Dallas i zmienił przydomek z dotychczasowego Shock na Wings.
W lidze zadebiutowały w 1998, gdy podjęto decyzję o rozszerzeniu ligi o kolejne zespoły. Pierwszym trenerem zespołu była Nancy Lieberman.

## Sukcesy zespołu
- 1999 – Detroit Shock awansowało do rundy play-off. W sezonie zasadniczym wygrały 15 z 22 meczów. Z rywalizacji o mistrzostwo odpadły w pierwszej rundzie z Charlotte.
- 2003 – Mistrzostwo ligi. W finałowym meczu pokonały Los Angeles Sparks.
- 2004 – Awans do play-off. Pokonane w pierwszej rundzie przez New York.
- 2005 – Awans do play-off. Pokonane w pierwszej rundzie przez Connecticut.
- 2006 – Mistrzostwo ligi. W finałowym meczu pokonały obrończynie tytułu, Sacramento Monarchs.
- 2007 – Wicemistrzostwo ligi. W finale przegrały z Phoenix Mercury.
- 2008 – Mistrzostwo ligi. W finale pokonały San Antonio Silver Stars.

## Wyniki sezon po sezonie
| Sezon           | Zespół          | Konferencja     | Konferencja     | Sezon regularny | Sezon regularny | Sezon regularny | Wyniki play-off | Trener                                 |
| Sezon           | Zespół          | Konferencja     | Konferencja     | W               | P               | %               | Wyniki play-off | Trener                                 |
| --------------- | --------------- | --------------- | --------------- | --------------- | --------------- | --------------- | --- | -------------------------------------- |
| Detroit Shock   |                 |                 |                 |                 |                 |                 | |                                        |
| 1998            | 1998            | Wschodnia       | 4               | 17              | 13              | 56,7            | brak kwalifikacji | Nancy Lieberman                        |
| 1999            | 1999            | Wschodnia       | 2               | 15              | 17              | 46,9            | Przegrana w półfinale konferencji (Charlotte, 0–1)                                                                                        | Nancy Lieberman                        |
| 2000            | 2000            | Wschodnia       | 5               | 14              | 18              | 43,8            | brak kwalifikacji | Nancy Lieberman                        |
| 2001            | 2001            | Wschodnia       | 7               | 10              | 22              | 31,3            | brak kwalifikacji | Greg Williams                          |
| 2002            | 2002            | Wschodnia       | 8               | 9               | 23              | 28,1            | brak kwalifikacji | G. Williams (0–10) B. Laimbeer (9–13)  |
| 2003            | 2003            | Wschodnia       | 1               | 25              | 9               | 73,5            | Wygrana w półfinale konferencji (Cleveland, 2–1) Wygrana w finale konferencji (Connecticut, 2–0) Wygrana w finale WNBA (Los Angeles, 2–1) | Bill Laimbeer                          |
| 2004            | 2004            | Wschodnia       | 3               | 17              | 17              | 50              | Przegrana w półfinale konferencji (New York, 1–2)                                                                                         | Bill Laimbeer                          |
| 2005            | 2005            | Wschodnia       | 4               | 16              | 18              | 47,1            | Przegrana w półfinale konferencji (Connecticut, 0–2)                                                                                      | Bill Laimbeer                          |
| 2006            | 2006            | Wschodnia       | 2               | 23              | 11              | 67,6            | Wygrana w półfinale konferencji (Indiana, 2–0) Wygrana w finale konferencji (Connecticut, 2–1) Wygrana w finale WNBA (Sacramento, 3–2)    | Bill Laimbeer                          |
| 2007            | 2007            | Wschodnia       | 1               | 24              | 10              | 70,6            | Wygrana w półfinale konferencji (New York, 2–1) Wygrana w finale konferencji (Indiana, 2–1) Przegrana w finale WNBA (Phoenix, 2–3)        | Bill Laimbeer                          |
| 2008            | 2008            | Wschodnia       | 1               | 22              | 12              | 64,7            | Wygrana w półfinale konferencji (Indiana, 2–1) Wygrana w finale konferencji (New York, 2–1) Wygrana w finale WNBA (San Antonio, 3–0)      | Bill Laimbeer                          |
| 2009            | 2009            | Wschodnia       | 3               | 18              | 16              | 52,9            | Wygrana w półfinale konferencji (Atlanta, 2–0) Przegrana w finale konferencji (Indiana, 1–2)                                              | B. Laimbeer (1–3) R. Mahorn (17–13)    |
| Tulsa Shock     |                 |                 |                 |                 |                 |                 | |                                        |
| 2010            | 2010            | Wschodnia       | 6               | 6               | 28              | 17,6            | brak kwalifikacji | Nolan Richardson                       |
| 2011            | 2011            | Wschodnia       | 6               | 3               | 31              | 0,88            | brak kwalifikacji | N. Richardson (1–10) T. Edwards (2–21) |
| 2012            | 2012            | Wschodnia       | 5               | 9               | 25              | 26,5            | brak kwalifikacji | Gary Kloppenburg                       |
| 2013            | 2013            | Wschodnia       | 6               | 11              | 23              | 32,4            | brak kwalifikacji | Gary Kloppenburg                       |
| 2014            | 2014            | Wschodnia       | 5               | 12              | 22              | 35,3            | brak kwalifikacji | Fred Williams                          |
| 2015            | 2015            | Wschodnia       | 3               | 18              | 16              | 52,9            | Przegrana w półfinale konferencji (Phoenix, 0–2)                                                                                          | Fred Williams                          |
| Sezon regularny | Sezon regularny | Sezon regularny | Sezon regularny | 269             | 331             | 44,8            | 4 mistrzostwa konferencji | 4 mistrzostwa konferencji              |
| Play-off        | Play-off        | Play-off        | Play-off        | 30              | 21              | 58,8            | 3 mistrzostwa WNBA | 3 mistrzostwa WNBA                     |

## Statystyki
| Sezon | Indywidualne            | Indywidualne             | Indywidualne       | Zespół vs przeciwnik | Zespół vs przeciwnik | Zespół vs przeciwnik |
| Sezon | Śr. punktów             | Śr. zbiórek              | Śr. asyst          | Śr. punktów          | Śr. zbiórek          | % z gry              |
| ----- | ----------------------- | ------------------------ | ------------------ | -------------------- | -------------------- | -------------------- |
| 1998  | S. Brondello (14,2)     | C. Brown (10)            | S. Brondello (3,3) | 69,6 vs 69,3         | 35,9 vs 31,6         | 41,1 vs 41,1         |
| 1999  | S. Brondello (13,3)     | V. Whiting-Raymond (6,7) | J. Azzi (3,8)      | 70 vs 72             | 31,1 vs 32,2         | 40,1 vs 43,7         |
| 2000  | W. Palmer (13,8)        | W. Palmer (6,8)          | D. Canty (2,9)     | 72,8 vs 75,8         | 30,8 vs 30,3         | 43,8 vs 46           |
| 2001  | A. Ndiaye-Diatta (11,8) | W. Palmer (7)            | E. Brown (2,7)     | 65,7 vs 70,9         | 29,5 vs 30,7         | 40,4 vs 46,2         |
| 2002  | S. Cash (14,8)          | S. Cash (6,9)            | D. Canty (3)       | 66,1 vs 70,8         | 33,7 vs 30,7         | 39,9 vs 41,7         |
| 2003  | S. Cash (16,6)          | C. Ford (10,4)           | E. Powell (3,9)    | 75,1 vs 70,4         | 36,2 vs 31,3         | 45 vs 39,9           |
| 2004  | S. Cash (16,4)          | C. Ford (9,6)            | E. Powell (4,5)    | 69,6 vs 70           | 34,4 vs 31           | 41,7 vs 41           |
| 2005  | D. Nolan (15,9)         | C. Ford (9,8)            | D. Nolan (3,7)     | 66,1 vs 67,3         | 35,7 vs 29,9         | 40,3 vs 40,3         |
| 2006  | C. Ford (13,8)          | C. Ford (11,3)           | D. Nolan (3,6)     | 74,3 vs 70,1         | 37,8 vs 31,9         | 41,4 vs 38,8         |
| 2007  | D. Nolan (16,3)         | S. Cash (6,1)            | D. Nolan (3,9)     | 79,3 vs 74,7         | 38,6 vs 32           | 43 vs 39,6           |
| 2008  | D. Nolan (15,8)         | C. Ford (8,7)            | D. Nolan (4,4)     | 78,6 vs 74,2         | 36,7 vs 31,9         | 42,4 vs 40,5         |
| 2009  | D. Nolan (16,9)         | C. Ford (7,4)            | D. Nolan (3,5)     | 78 vs 77,8           | 36,1 vs 32,4         | 43 vs 41             |
| 2010  | I. Latta (12,4)         | C. Black (6,5)           | I. Latta (3,9)     | 78 vs 89,8           | 31,6 vs 37,5         | 42,4 vs 47           |
| 2011  | T. Jackson (12,4)       | T. Jackson (8,4)         | I. Latta (3,2)     | 69,2 vs 82,1         | 30,7 vs 32,6         | 39,6 vs 48,4         |
| 2012  | I. Latta (14,3)         | G. Johnson (6,8)         | T. Johnson (4,7)   | 77,2 vs 84,2         | 29,5 vs 37,1         | 40,5 vs 47,7         |
| 2013  | L. Cambage (16,3)       | G. Johnson (8,9)         | S. Diggins (3,8)   | 77 vs 79,2           | 32,8 vs 35,7         | 40,5 vs 45,1         |
| 2014  | S. Diggins (20,1)       | C. Paris (10,2)          | S. Diggins (5)     | 81,3 vs 83,3         | 34,6 vs 33,8         | 42,8 vs 46,8         |
| 2015  | S. Diggins (17,8)       | C. Paris (9,3)           | S. Diggins (5)     | 77,7 vs 77,1         | 35,6 vs 33,6         | 39,5 vs 44,5         |

## Uczestniczki meczu gwiazd
- 1999: Sandy Brondello
- 2000: Wendy Palmer
- 2003: Swin Cash, Cheryl Ford, Deanna Nolan
- 2004: Cheryl Ford, Deanna Nolan
- 2005: Swin Cash, Cheryl Ford, Deanna Nolan, Ruth Riley
- 2006: Cheryl Ford, Deanna Nolan, Katie Smith
- 2007: Kara Braxton, Cheryl Ford, Deanna Nolan
- 2009: Katie Smith
- 2010: nikt
- 2011: Liz Cambage
- 2013: Glory Johnson
- 2014: Skylar Diggins, Glory Johnson
- 2015: Skylar Diggins, Plenette Pierson, Riquna Williams

| - 2004: Swin Cash, Ruth Riley - 2008: Katie Smith - 2012: Liz Cambage | - Nancy Lieberman (1996) - Lynette Woodard (2004) |

## Nagrody i wyróżnienia
| MVP finałów WNBA - Ruth Riley (2003) - Katie Smith (2008) - Deanna Nolan (2006) MVP meczu gwiazd - Cheryl Ford (2007) Rezerwowa Sezonu WNBA - Plenette Pierson (2007) - Riquna Williams (2013) Największy Postęp WNBA - Skylar Diggins (2014) Debiutantka Roku - Cheryl Ford (2003) Trener Roku - Bill Laimbeer (2003) | I skład WNBA - Skylar Diggins (2014) II skład WNBA - Cindy Brown (1998) - Swin Cash (2003, 2004) - Cheryl Ford (2003) - Deanna Nolan (2003, 2006, 2008, 2009) I skład defensywny WNBA - Deanna Nolan (2007) II skład defensywny WNBA - Deanna Nolan (2005, 2006, 2008, 2009) - Cheryl Ford (2006) - Katie Smith (2008) - Glory Johnson (2013) | I skład debiutantek WNBA - Shavonte Zellous (2009) - Liz Cambage (2011) - Glory Johnson (2012) - Riquna Williams (2012) - Skylar Diggins (2013) - Odyssey Sims (2014) |

## Liderki statystyczne WNBA
Liderki WNBA w zbiórkach
- Courtney Paris (2014, 2015)

## Wybory draftu
- 1998 Expansion Draft: Rhonda Blades (1), Tajama Abraham (3), Tara Williams (5), Lynette Woodard (7)
- 1998: Korie Hlede (4), Rachael Sporn (14), Gergana Branzova (24), Sandy Brondello (34)
- 1999: Jennifer Azzi (5), Val Whiting (17), Dominique Canty (29), Astou Ndiaye-Diatta (41)
- 2000: Edwina Brown (3), Tamicha Jackson (8), Chevonne Hammond (44), Cal Bouchard (60)
- 2001: Deanna Nolan (6), Jae Kingi (22), Svetlana Volnaya (38), Kelly Santos (54)
- 2002: Swin Cash (2), Lanae Williams (18), Ayana Walker (20), Jill Chapman (21), Kathy Wambe (22), Ericka Haney (47)
- 2003 Miami/Portland Dispersal Draft: Ruth Riley (1)
- 2003: Cheryl Ford (3), Kara Lawson (5), Syreeta Bromfield (28)
- 2004 Cleveland Dispersal Draft: Jennifer Rizzotti (13)
- 2004: Iciss Tillis (11), Shereka Wright (13), Erika Valek (23), Jennifer Smith (32)
- 2005: Kara Braxton (7), Dionnah Jackson (13), Nikita Bell (20), Jenni Lingor (33)
- 2006: Ambrosia Anderson (17), Zane Teillane (35)
- 2007 Charlotte Dispersal Draft: wybór zwolniony
- 2007: Ivory Latta (11)
- 2008: Alexis Hornbuckle (4), Tasha Humphrey (11), Olayinka Sanni (18), Natasha Lacy (28), Valeriya Berezhynska (42)
- 2009 Houston Dispersal Draft: wybór zwolniony
- 2009: Shavonte Zellous (11), Brittany Miller (18), Tanae Davis-Cain (37)
- 2010 Sacramento Dispersal Draft: Scholanda Robinson (7)
- 2010: Amanda Thompson (19), Vivian Frieson (31)
- 2011: Liz Cambage (2), Kayla Pedersen (7), Italee Lucas (21), Chastity Reed (25)
- 2012: Glory Johnson (4), Riquna Williams (17), Vicki Baugh (25), Lynetta Kizer (29)
- 2013: Skylar Diggins (3), Angel Goodrich (29)
- 2014: Odyssey Sims (2), Jordan Hooper (13), Theresa Plaisance (27)
- 2015: Amanda Zahui B. (2), Brianna Kiesel (13), Mimi Mungedi (25)

## Sztab trenerski i zarządzający

### Trenerzy główni
| Trener           | Początek         | Koniec               | Sezony | Sezon regularny | Sezon regularny | Sezon regularny | Sezon regularny | Play-off | Play-off | Play-off | Play-off |
| Trener           | Początek         | Koniec               | Sezony | W               | P               | %               | Gry             | W        | P        | %        | Gry      |
| ---------------- | ---------------- | -------------------- | ------ | --------------- | --------------- | --------------- | --------------- | -------- | -------- | -------- | -------- |
| Nancy Lieberman  | 12 stycznia 1998 | 28 sierpnia 2000     | 3      | 46              | 48              | 48,9            | 94              | 0        | 1        | 0        | 1        |
| Greg Williams    | 20 września 2000 | 19 czerwca 2002      | 2      | 10              | 32              | 23,8            | 42              | 0        | 0        | 0        | 0        |
| Bill Laimbeer    | 19 czerwca 2002  | 15 lipca 2009        | 8      | 137             | 93              | 59,6            | 230             | 27       | 16       | 62,8     | 43       |
| Rick Mahorn      | 15 lipca 2009    | koniec 2009 roku     | 1      | 17              | 13              | 56,7            | 30              | 3        | 2        | 60       | 5        |
| Nolan Richardson | 29 września 2009 | 8 lipca 2011         | 2      | 7               | 38              | 15,6            | 45              | 0        | 0        | 0        | 0        |
| Teresa Edwards   | 8 lipca 2011     | 3 stycznia 2012      | 1      | 2               | 21              | 0,87            | 23              | 0        | 0        | 0        | 0        |
| Gary Kloppenburg | 3 stycznia 2012  | 15 października 2013 | 2      | 20              | 48              | 31,3            | 68              | 0        | 0        | 0        | 0        |
| Fred Williams    | 23 stycznia 2014 | obecnie              | 2      | 30              | 38              | 44,1            | 68              | 0        | 2        | 0        | 2        |

### Właściciele
- William Davidson, właściciel Detroit Pistons (1998–2009)
- Tulsa Pro Hoops LLC, złożony z Billa Camerona i David Boxa (majority owners), Chrisa Christiana, Pata Chernicky, Sama i Rity Combs, Pat i Dona Hardinów, Paula Marshalla, Stuarta i Lindy Price, Katie i Scotta Schofielda (od 2010)

### Generalni menadżerowie
- Nancy Lieberman (1998–2000)
- Greg Williams (2000–2002)
- Bill Laimbeer (2002–2009)
- Cheryl Reeve (2009)
- Nolan Richardson (2010–2011)
- Teresa Edwards (2011)
- Steve Swetoha i Gary Kloppenburg (2012–2013)
- Steve Swetoha (2013–2016)

### Asystent trenerów
- Steve Smith (1998–2001)
- Greg Williams (1998–2000)
- Tom Cross (2001–2002)
- Frank Schneider (2002)
- Laurie Byrd (2003–2005)
- Pam McGee (2003)
- Korie Hlede (2004)
- Rick Mahorn (2005–2009)
- Cheryl Reeve (2006–2009)
- Tammy Bagby (2010)
- Wayne Stehlik (2010–2011)
- Teresa Edwards (2011)
- Tracy Murray (2011)
- Kathy McConnell-Miller (2011–2012)
- Jason Glover (2012–2013)
- Stacey Lovelace-Tolbert (2013)
- Bridget Pettis (od 2014)
- Ed Baldwin (od 2014)